# آتانارجات: دونده سریع
آتانارجات: دونده سریع (ᐊᑕᓈᕐᔪᐊᑦ) فیلمی در ژانر فانتزی و درام به کارگردانی زاکارایاس کونک است که در سال ۲۰۰۱ منتشر شد. این فیلم برنده دوربین طلایی از جشنواره فیلم کن شده است.